# Porečje
Poréčje, tudi hidrográfski bazén, drenažni bazen, je geografsko območje, ki zavzema celotni tok reke in vseh njenih pritokov. Tako se vsa voda iz porečja steka v isto reko.
Porečja so med seboj ločena z razvodji. Reke se sicer lahko napajajo z vodami iz izvirov, ki se lahko spet deloma napajajo iz podzemnih voda z drugih področij, vendar so porečja načeloma zaključene površinske enote zbiranja in odtekanja vode.
Na območjih, ki so zgrajena iz slabo prepustnih kamnin, prekritih le s tanko prevleko tal iz vegetacije in strmimi pobočji, se zaradi pronicanja in izhlapevanja izgubi le malo vode. Na teh površinah so porečja majhna. Obširna porečja pa se pojavljajo v pokrajinah, kjer so kamnine prepustne in jih prekriva debela talna prevleka z bujno vegetacijo.
V zaprtem drenažnem bazenu ali endoreični kotlini voda konvergira v eno samo točko znotraj bazena, znano kot ponor, ki je lahko trajno jezero, suho jezero ali točka, kjer se površinska voda izgublja pod zemljo.

## Hidrologija
V hidrologiji je porečje logična ciljna enota za preučevanje gibanja vode v hidrološkem ciklu, saj je večina vode, ki se izliva iz porečja, nastala kot padavine, ki so padale na porečje. Del vode, ki vstopi v sistem podzemne vode pod drenažnim bazenom, lahko teče proti iztoku drugega drenažnega bazena, ker se smeri toka podzemne vode ne ujemajo vedno s smeri njihovega prekrivajočega drenažnega omrežja. Merjenje izpusta vode iz bazena se lahko izvede z merilnikom toka, ki se nahaja na izstopu iz bazena. Odvisno od pogojev drenažnega bazena, ker se pojavljajo padavine, jih nekaj pronica neposredno v tla. Ta voda bo bodisi ostala pod zemljo, se bo počasi ubijala navzdol in sčasoma dosegla porečje, bodisi bo prodrla globlje v tla in se utrdila v vodonosnike podzemne vode.

## Geomorfologija
Drenažni bazeni so glavna hidrološka enota, ki se obravnava v fluvialni geomorfologiji. Je vir vode in usedlin, ki se premikajo z višje nadmorske višine skozi rečni sistem na nižje nadmorske višine, ko preoblikujejo oblike kanalov.

## Ekologija
Drenažni bazeni so pomembni v ekologiji. Ko voda teče po tleh in ob rekah, lahko pobere hranila, usedline in onesnaževala. Z vodo se prevažajo proti iztoku porečja in lahko vplivajo na ekološke procese tako na poti kot v sprejemnem vodnem viru.
Sodobna uporaba umetnih gnojil, ki vsebujejo dušik, fosfor in kalij, je prizadela ustja drenažnih bazenov. Minerali se z drenažnim bazenom odnašajo do ust in se tam lahko kopičijo, kar poruši naravno mineralno ravnovesje. To lahko povzroči evtrofikacijo, kjer dodatni material pospeši rast rastlin.

## Upravljanje virov
Ker so porečja v hidrološkem smislu koherentne enote, je postalo običajno upravljanje vodnih virov na podlagi posameznih bazenov. Ko porečje prečka vsaj eno politično mejo, bodisi mejo znotraj države ali mednarodno mejo, je opredeljeno kot čezmejna reka. Upravljanje takšnih bazenov postane odgovornost držav, ki si ga delijo. Upravljanje skupnih bazenov je tudi način za izgradnjo trajnih miroljubnih odnosov med državami.